# William Cooper (voile)
Pour les articles homonymes, voir William Cooper et Cooper.
William Hunting Cooper est un skipper américain né le 4 août 1910 à Los Angeles et mort le 28 mars 1968 dans le comté d'Orange (Californie). 

## Carrière
William Cooper est sacré champion olympique de voile en classe 8 m aux Jeux olympiques d'été de 1932 de Los Angeles à bord de l'Angelita.

## Famille
Il est le neveu du skipper Owen Churchill.